# Crows Zero
Crows Zero (en japonés: クローズZERO, Kurōzu Zero?), también conocida como Crows: Episode 0, es una película japonesa estrenada el 27 de octubre de 2007, basada en el manga Crows de Hiroshi Takahashi. Fue dirigida por Takashi Miike, escrita por Shōgo Mutō y protagonizada por Shun Oguri, Takayuki Yamada, Kyōsuke Yabe, Shunsuke Daitō y Meisa Kuroki.
El filme, que sirve como una precuela del manga original, se centra en la lucha de poder entre diferentes pandillas de estudiantes en el instituto masculino Suzuran. 
Cuenta con dos secuelas, Crows Zero II, también dirigida por Takashi Miike en 2009, y Crows Explode, dirigida por Toshiaki Toyoda en 2014.

## Argumento
Genji Takiya es el hijo adolescente de un jefe yakuza que decide demostrar a su padre que es digno de dirigir el negocio familiar. Para hacerlo, intentará conseguir lo que nunca nadie ha conseguido antes, ni siquiera su propio padre: convertirse en el dueño y señor del Instituto masculino Suzuran, una escuela secundaria conocida por albergar a una gran cantidad de peligrosos delincuentes juveniles.
Una vez en el instituto, Genji descubre las complicadas motivaciones de los diferentes líderes que se mueven dentro; numerosos grupos enfrentados los unos con los otros pelean entre sí para conseguir dominar al resto, y proclamarse los reyes de Suzuran. Si Genji quiere hacerse con el control de Suzuran, primero deberá conseguir un gran grupo de aliados para poder hacer frente a su principal enemigo, la única persona que está a su altura y es capaz de arrebatarle el puesto, el temerario Tamao Serizawa.

## Personajes

### Grupo GPS (Genji Perfect Seiha)
- Genji Takiya
- Shun Izaki
- Takashi Makise
- Chuta Tamura

### Ejército de Serizawa
- Tamao Serizawa
- Tokio Tatsukawa
- Yūji Tokaji
- Manabu Mikami
- Takeshi Mikami
- Shoji Tsutsumoto

### Trío de secundaria Ebitsuka
- Hiromi Kirishima
- Toshiaki Honjo
- Makoto Sugihara

### Frente Armamado
- Hideto Bando
- Naoki Senda
- Tatsuya Yamazaki

### Otros
- Megumi Hayashida
- Gôta Washio
- Futoshi Akutsu

## Reparto
| Actor             | Papel                       | Actor/Actriz de doblaje |
| ----------------- | --------------------------- | ----------------------- |
| Shun Oguri        | Genji Takiya                | Manuel Gimeno           |
| Sōsuke Takaoka    | Shun Izaki                  | Roger Isasi-Isasmendi   |
| Takayuki Yamada   | Tamao Serizawa              | Roger Pera              |
| Kyōsuke Yabe      | Ken Katagiri                | José Posada             |
| Meisa Kuroki      | Ruka Aizawa                 | Isabel Valls            |
| Kenta Kiritani    | Tokio Tatsukawa             | Hernán Fernández        |
| Suzunosuke Tanaka | Chūta Tamura                | Eduard Itchart          |
| Sansei Shiomi     | Yoshinobu Kuroiwa           | Francisco Alborch       |
| Ken'ichi Endō     | Jōji Yazaki                 | Juan Carlos Gustems     |
| Goro Kishitani    | Hideo Takiya                | Antonio Lara            |
| Yutaka Matsushige | Ushiyama                    | Iván Cánovas            |
| Motoki Fukami     | Rindaman / Megumi Hayashida |                         |
| Yūsuke Izaki      | Manabu Mikami               | José Luis Mediavilla    |
| Hisato Izaki      | Takeshi Mikami              | Óscar Muñoz             |
| Shunsuke Daitō    | Hiromi Kirishima            | Masumi Mutsuda          |
| Yūsuke Kamiji     | Shōji Tsutsumoto            | Ramón Hernández         |
| Tsutomu Takahashi | Takashi Makise              | Xavier Fernández        |
| Yū Koyanagi       | Makoto Sugihara             |                         |
| Kaname Endō       | Yūji Tokaji                 | Carles Lladó            |
| Dai Watanabe      | Hideto Bandō                | David Jenner            |
| Ryō Hashizume     | Toshiaki Honjō              | Marcel Navarro          |
| Kazuki Namioka    | Gōta Washio                 | Carlos Di Blasi         |
| Erina             | Yû                          | Roser Vilches           |

## Otros créditos
- Planificación: Kazuya Hamana.
- Coproductor: Hidemi Satani.
- Productor asociado: Arimasa Okada, Toshiie Tomida y Ikuya Horinouchi.
- Diseñador de producción (arte): Yûji Hayashida.
- Iluminación: Toshihide Kosaka.
- Grabación (sonido): Hiroshi Ishigai.
- Productor musical: Hiroshi Furukawa.
- Ajuste de sonido: Yoshiya Obara.
- Efectos de sonido: Kenji Shibasaki.
- Asistente de dirección: Taro Nishiyama.
- Jefe de producción: Hiroto Takeishi.
- Vestuario: Tetsuo Kitahara.
- Coordinador de acción: Keiji Tsujii y Masayoshi Deguchi.
- Productor CGI: Misako Saka.
- Director CGI: Kaori Ohtagaki.

## Producción
Las escenas escolares se filmaron en la antigua escuela de secundaria Takatsuki Minami de la prefectura de Osaka, que cerró en marzo de 2005.
Por deseo de los antiguos alumnos y otras partes relacionadas, la pintura necesaria para la producción se realizó utilizando láminas cortadas en lugar de pintura, de modo que la obra pudiera restaurarse a su estado actual de forma completa.
El autor original, Hiroshi Takahashi, desde que se estaba serializando su manga "Crows", había rechazado todas las propuestas, que había recibido, de convertirlo en una película de acción real. Pero cambio de opinión, con la condición de que fuera una historia completamente nueva y original.
El autor, también tuvo una pequeña aparición en la película durante unos segundos.
Aproximadamente entre los años 2009 y 2012, surgió un problema social entre los jóvenes de Bután, que se inspiraron en Crows ZERO para formar pandillas y provocar peleas.

## Lanzamiento
Crows Zero, se presentó del 4 al 12 de octubre de 2007, en el Festival Internacional de Cine de Busan (PIFF), en Corea del Sur. Se estrenó en Japón el 27 de octubre de 2007, y en España en octubre de 2008, en el Festival de Cine de Sitges.
El 18 de abril de 2008 se lanzaron en DVD y Blu-ray,publicados por TBS y distribuidos por Happinet, tres ediciones diferentes en Japón:
- Edición Saikyo (に最凶エディション、) [11]
- Edición Prémium (プレミアムエディション) [12]
- Edición Estándar (スタンダードエディション) [13]

En España se lanzó en DVD y en Blu-ray por M3 Estudio. La edición en BR titulada, CROWS La Trilogía, contiene, además de las tres partes de Crows, un libreto exclusivo con información completa de la saga, el manga y análisis de las películas, escrito por Mike Hostench (subdirector del Festival de Sitges).También se editó en DVD y Blu-ray en otros países, por diferentes distribuidoras, e incluyendo distintos contenidos especiales, entre los que se encuentran: 

#### Algunos contenidos extras que presentaban las diferentes ediciones publicadas
- Noticias especiales, preestreno y anuncios de televisión.
- Making of Crows ZERO (aprox. 74 min. Japón y 20 min. Francia)
- Entrevista con el productor Mataichirō Yamamoto (aprox. 12 min.)
- Programa especial conmemorativo (aprox. 25 min.)
- Saludo de finalización (aprox. 8 min.)
- Saludo escénico del primer día (aprox. 3 min.)
- Introducción de Takeshi Miike (0:34 s Francia)
- Entrevistas con el elenco y el equipo (Singapur)
- Folleto especial 18 pag.
- 5 postales originales.
- Camiseta y pulsera.

## Recepción
En una reseña de Katanas y colegialas comentan que: «Takashi Miike consigue con esta película su consolidación como director de grandes presupuestos, sin abandonar el tono gamberro de sus antecesoras. Mike está en ese momento exacto que ya empieza a ser famoso y quiere hacer las cosas bien para agradar a todo el mundo, pero que aún recuerda su pasado más gamberro y extremo. El resultado, una excelente dirección con una fantástica coreografía en todas las batallas pero con esos momentos de humor más macabro que han hecho famoso al director».
Oriana Virone en una reseña para Asian Movie Pulse, escribió: «La película tiene similitudes al cine yakuza. Alianzas y lealtad, escenas de lucha y miradas intensas, humor, la influencia del manga también es clara, con escenas muy gráficas y a veces exageradas. Además de la temática y la acción, también está presente la huella de Takashi Miike con mucha gente sangrando. En conclusión, aunque un poco irregular y larga, es una película bastante entretenida y llevadera».

## Banda sonora original
Además de la banda sonora creada por Naoki Ōtsubo, la película contó con la colaboración de varios artistas y grupos musicales, como: The Street Beats, The Birthday y Gagaga SP, entre otros. La banda sonora original se lanzó en CD en 2007 por el sello FMLE.

### Crows Zero Ost
- 01 古川ヒロシ (Hiroshi Furukawa) - Interlude.1 (Face To Face For The First Time)
- 02 浅井健一 (Kenichi Asai) - リトルリンダ
- 03 The Street Beats -	I Wanna Change
- 04 Ruka For Meisa Kuroki - Rock U (Movie Ver.)
- 05 大坪直樹 (Naoki Otsubo) - Enter The Jungle
- 06 横道坊主 (Odd-Bowz) - ツキヒカリ
- 07 横道坊主 (Odd-Bowz) - 明日はどっちだ!!!
- 08 古川ヒロシ (Hiroshi Furukawa) - Interlude.2 (Go On Boy! Be A Man!)
- 09 The Birthday - Kaminari Today
- 10 Ruka For Meisa Kuroki - Hero Lives In You (Short Ver.)
- 11 古川ヒロシ (Hiroshi Furukawa) - Interlude.3 (It's Time)
- 12 古川ヒロシ (Hiroshi Furukawa) - Into The Battlefield
- 13 横道坊主 (Odd-Bowz) - Go!Go!
- 14 大坪直樹 (Naoki Otsubo) - 激突
- 15 大坪直樹 (Naoki Otsubo) - Ave Verum
- 16 The Street Beats - Eternal Rock'N'Roll
- 17 ガガガSP (GaGaGa SP) (映画「クローズ ZERO｣ 応援歌)  - 君の心に触れたくて!

## Manga
La película, que sirve como precuela del manga Crows creado por Hiroshi Takahashi, también tuvo su adaptación al manga. Ilustrado por Kenichirō Naitō y publicado en la revista Monthly Shōnen Champion de Akita Shoten, desde el año 2008 hasta el año 2010. Y lanzada en un total de 9 volúmenes, desde el 8 de abril de 2009, hasta el 6 de agosto de 2010.
- Historia original de Hiroshi Takahashi.
- Ilustrado por Kenichirō Naitō.
- Guion de Shogo Muto.

También tubo una nueva versión cómica titulada: Crows Zero Reboot (クローズZERO リブート?), lanzada desde el 8 de marzo de 2019, hasta el 8 de septiembre de 2020, por Akita Shoten, en un total de cinco volúmenes.
- Historia original de Hiroshi Takahashi.
- Ilustrado por Kenji Taira.
- Guion de Shogo Muto.

## Premios y reconocimientos
- 41.º Festival Internacional de Cine de Cataluña - Sitges 2008.[23]
  - Nominación a la mejor película.
- Festival de Cine del Extremo Oriente de 2008.[24]
  - Tercer lugar: Black Dragon Audience Award.
- 17.º Japanese Movie Critics Awards de 2007.
  - Mejor actor: Shun Oguri.
  - Mejor actor de reparto: Kyosuke Yabe.

## Trabajos relacionados

#### Libro
En 2007 se lanzó un libro sobre la película titulado: クローズZERO OFFICIAL PHOTO BOOK, editado por Akita Shoten. El libro contiene entrevistas con el elenco, diarios de filmación y fotos de las escenas del rodaje, entre otras cosas. 

#### Anime
El manga original de Crows creado por Hiroshi Takahashi, fue adaptado al anime en 1994, en forma de dos OVAs por Knack Productions, y contaban la historia de los tres primeros volúmenes del manga.

#### Videojuego
También se lanzaron dos videojuegos, titulados:
- "Crows: The Battle Action" para Sega Saturn, por Athena en 1997.[27]
- "Crows: Burning Edge" para PlayStation Vita y PlayStation 4, por Bandai Namco Games en 2016.[28]